# Rio Unhòla
O rio Unhòla   é um rio do Vale de Arán ao norte da província de Lérida, afluente do rio Garona.
O rio Unhòla nasce nos lagos de Liat (Estanh Long de Liat) e une-se ao rio Garona na localidade de Salardú no município do Alto Arán. O rio Unhòla discorre pelas proximidades das populações de Bagergue e Unha antes de unir ao rio Garona.
No Vale do Unhòla que forma o próprio rio, destacam o Pico de Mauberme (2 880 m) e o Tuc des Crabes (2 580 m), as águas do lago de Montoliu alimentam através do rio dos Calhaus ao rio Unhola.
Ao longo do Vale do Unhòla encontram-se várias minas abandonadas como são as de minas de Liat, a mina de Reparadora e a mina de Plano de Tor . O rio Unhòla caracteriza-se pela sua cor avermelhada, esta cor é devido aos minerais que se encontram ao longo do Vale do Unhòla.